# Пофарбоване пташеня (фільм)
«Пофарбоване пташеня» або «Розфарбований птах» (чеськ. Nabarvené ptáče, словац. Pomaľované vtáča, англ. The Painted Bird) — чесько-словацько-український кінофільм чеського режисера Вацлава Маргула, екранізація роману польсько-американського письменника Єжи Косинського «Розфарбований птах».
Фестивальна прем'єра стрічки відбулася 3 вересня 2019 року у конкурсній програмі Венеційського кінофестивалю. Стрічку також обрали як представника від Чехії у номінації Найкращий міжнародний художній фільм на 92-ому Оскарі, в якій фільм зумів потрапити до грудневого короткого списку.
Фільм довго не виходив в українському кінопрокаті: стрічка мала вийти в обмежений український прокат спочатку 2 липня 2020 року, згодом дистриб'ютор Arthouse traffic кілька разів переносив дату релізу й врешті решт призначив її на 10 грудня 2020 року.

## Сюжет
Прагнучи захистити свою дитину від масового знищення євреїв, батьки відправили сина до родичів у село десь у Східній Європі. Але тітка хлопчика раптово помирає, й дитина змушена їхати в подорож, і пройти весь шлях через дикий і ворожий світ, у якому працюють лише місцеві правила та забобони. Хлопчик має боротися за виживання, воює з самим собою, бореться за свою душу, за своє майбутнє.

## У ролях
- Петр Котлар — хлопчик
- Стеллан Скашгорд — Ганс
- Удо Кір — мельник
- Гарві Кейтель — священик
- Джуліан Сендс — Гарбос
- Остап Дзядек — Рудий
- Баррі Пеппер — Мітка
- Олексій Кравченко — Гаврило

## Кошторис
Фільм виграв у 9 пітчінгу Держкіно у грудні 2016 року. Розмір державної підтримки — 9 млн 588 тис. грн. Загальна вартість виробництва фільму — 173,6 млн грн. (159 млн CZK).

## Виробництво
Фільмування розпочалося у березні 2017 року. Фільмування відбувалися протягом 16 місяців в Україні, Словаччині, Польщі та Чехії, загалом на 43 локаціях, приблизно 100 знімальних днів, протягом яких було знято 263 сцени, 1520 кадрів та зроблено 3531 дубль; фільмування завершилося у липні 2018 року.
Виробництво стрічки завершилося у жовтні 2018 року.

## Мова фільму
Основна мова діалогів фільму — штучна «міжслов'янська мова», але у фільмі також є невелика кількість реплік чеською, німецькою та російською мовами. Це перший фільм, в якому звучить міжслов'янська мова.

## Реліз
Фестивальна історія розпочалася у вересні 2019 року: 3 вересня 2019 року фільм брав участь у конкурсній програмі Венеційського кінофестивалю 76 року, 11 вересня 2019 року у позаконкурсній програмі «Special presentations» Міжнародного кінофестивалю у Торонто. та 28 вересня 2019 року у позаконкурсній програмі «Panorama — Special Presentations» Міжнароднjuj кінофестивал. у Ванкувері. Згодом у жовтні 2019 року стрічка також брала участь у позаконкурсній програмі BFI Лондонського кінофестиваю..
У жовтні-листопаді кінофестивальна прем'єра стрічки відбудеться в Польщі: у жовтні на Варшавському міжнародному кінофестивалі 2019 та у листопаді на Польському кінофестивалі Camerimage 2019.
Кінотеатральний прокат стрічки розпочався 12 вересня 2019 у Чехії та 19 вересня 2019 у Словаччині. Фільм довго не виходив в український кінотеатральний кінопрокат: стрічка мала вийти в обмежений український прокат спочатку 2 липня 2020 року, згодом дистриб'ютор Arthouse traffic кілька разів переносив дату релізу й врешті решт призначив її на 10 грудня 2020 року.

## Номінант на Оскар 2019
Стрічку Розфарбований птах було обрано як представника від Чехії у номінації Найкращий міжнародний художній фільм на 92-ому Оскарі й фільм зумів потрапити до грудневого короткого списку.